# Bezirk
Un bezirk (en alemany Bezirk) és una subdivisió administrativa en Suïssa, Alemanya i Àustria.

## Alemanya
- A certes llargues ciutats, un bezirk és una subdivisió administrativa amb un consell elegit. Les seves competències descentralitzades difereixen tanmateix de ciutat a ciutat.
  - Bezirk (Berlín)
  - Bezirk (Hamburg)
- A Baviera i al districte Rhein-Pfalz (Renània-Palatinat)
  - Bezirk (Baviera): un nivell intermediari entre els municipis i el districte (Landkreis).
- Regierungsbezirk, un relinquit de l'administració Prussiana
- Els 14 bezirk (RDA) eren el nivell polític intermediari entre els municipis i el govern central a l'antiga República Democràtica Alemanya

## Àustria
- Bezirk (Àustria): els nous estats federals estan dividits en 84 bezirks o districtes rurals i 15 ciutats amb drets propis. A Itàlia, el Tirol del Sud també va mantenir aquesta subdivisió.

## Suïssa
- Bezirk (Suïssa) és una subdivisió administrativa de certs cantons